# آگوست نئو

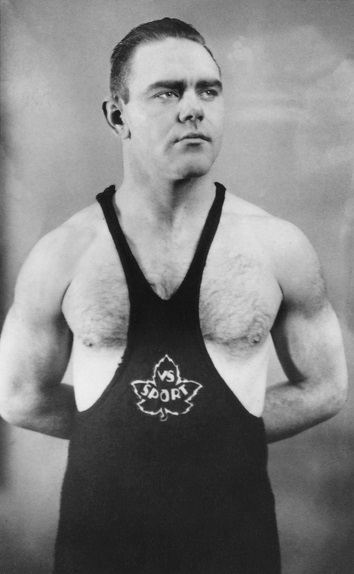
آگوست نئو - دهه ۱۹۳۰

آگوست نئو (انگلیسی: August Neo) (زاده ۱۲ فوریه ۱۹۰۸ - درگذشته ۱۹ آگوست ۱۹۸۲) کشتی‌گیر آزاد و فرنگی اهل کشور استونی بوده است.
از افتخارات او می‌توان به کسب مدال نقره کشتی آزاد و مدال برنز کشتی فرنگی در بازی‌های المپیک تابستانی ۱۹۳۶ در وزن ۷۹ – ۸۷ کیلوگرم اشاره کرد.